# Чанак
Чана́к (каз. Шанақ) — станційне селище у складі Казигуртського району Туркестанської області Казахстану. Входить до складу Шанацького сільського округу.
Населення — 161 особа (2021; 158 у 2009, 214 у 1999, 161 у 1989).